# El M'hir
El M'hir (em árabe: المھير) é uma cidade e comuna localizada na província de Bordj Bou Arreridj, Argélia. Segundo o censo de 2008, a população total da cidade era de 17 492 habitantes.